# Loxoneptera
Loxoneptera é um gênero de mariposa pertencente à família Crambidae.